# Der Löwe von San Marco
Der Löwe von San Marco (Originaltitel: Il leone di San Marco) ist ein italienischer Abenteuerfilm aus dem Jahre 1963 von Luigi Capuano mit Gordon Scott und Gianna Maria Canale in den Hauptrollen.

## Handlung
Im frühen 17. Jahrhundert wird die Republik Venedig regelmäßig von Piratenbanden überfallen. Auf Beschluss des Großen Rates von Venedig überlässt der Doge den Kampf gegen die Piraten Söldnertruppen, während Venezianer nicht selbst zu den Waffen greifen dürfen. Da die angeheuerten Söldner das Problem jedoch nicht lösen können kommt es zu Unmut innerhalb der Bevölkerung Venedigs. Als schließlich eine Piratenbande die Verlobungsfeier von Manrico, dem Sohn des Dogen, heimsucht beschließt dieser selbst zu handeln. 
Er gibt sich dabei als „Löwe von San Marco“ aus, um anonym gegen den Beschluss seines Vaters vorzugehen. Alsbald erringt die Truppe um Manrico zur großen Freude der Venezianer erste Erfolge. Bei einem dieser Kämpfe trifft Manrico auf die schöne Piratin Rossana. Diese wird von Söldnern gefangen genommen und von Manrico freigekauft. Er lässt sie unter der Bedingung, sie wiederzusehen, frei. Beim nächsten Treffen bittet er sie, zu ihm nach Venedig zu kommen. Das aber lehnt sie ab, das sie ihre Kameraden nicht im Stich lassen wolle, wo der „Löwe von San Marco“, dessen wahre Identität sie nicht kennt, sie gnadenlos verfolge. Die Liebe der beiden wird im restlichen Film daher auf so manche Probe gestellt.

## Produktionsnotizen
Der Löwe von San Marco entstand 1963 an Originalschauplätzen in Venedig und wurde am 21. November 1963 in Italien uraufgeführt. Die deutsche Premiere war am 7. August 1964.